# 粟田諸姊
粟田諸姊（?—?），日本奈良時代人物，為淳仁天皇之妃嬪，實際位號不明。
粟田諸姊的父母不详，开始嫁给大臣藤原仲麻呂的儿子藤原真從。藤原真從死后，粟田諸姊寡居。藤原仲麻呂把粟田諸姊嫁给了舍人亲王的儿子大炊王，让大炊王和粟田諸姊居住在藤原仲麻呂的私第。天平宝字二年（758年）孝謙天皇让位於大炊王。大炊王即位为淳仁天皇，粟田諸姊敘從五位下。淳仁天皇的女儿安倍内親王，生母不详。天平宝字八年（764年），藤原仲麻呂之乱後，孝謙上皇复位为称的天皇，淳仁天皇被废，号淡路废帝，粟田諸姊下落不详。